# Доњи Класнић
Доњи Класнић је насељено мјесто на подручју града Глине, у Банији, Сисачко-мославачка жупанија, Република Хрватска.

## Историја

### Прошлост
Име насеља дато је према бившим власницима из породице Класнић, који су се у вријеме турске експанзије населили на франковском имању Франкопана. После тога, средином 16. века, пророчанства Срба су стигла у овај крај заједно са турским освајачима. У ослобођењу између 1683. и 1699. године, хришћанска војска је истјерала Турке из тог подручја и турска граница се вратила на Уну. Касније су српске породице стигле на ослобођена подручја из босанског јединства и средње Босне, које су остале под турском влашћу. Године 1696. одред је поразио команданта граничне полиције између Купе и Уне, који је након дугог времена невоља 1704. године прихваћен од бечког суда. Тиме је створен крај Банија, који је постао дио војне граничне страже. Године 1745. основан је Глински центар, прве бањске пуковније, под чијом је управом припадао овај регион. Прва црква Класнића изграђена је 1713. године, а жупа је основана 1774. године. Године 1768. Класнић је имао 109 кућа. Године 1800. било је 92 куће са 986 становника.
Најстарије сачуване црквене књиге парохије Класнић су из 1831. и 1833. године. Према црквеним регистрима, у првој половини 19. века, Класнић су насељавале породице: Анђелић, Аџић, Бадрић, Бајић, Бијелић, Бјелан, Богдановић, Богојевић, Бркић, Вучковић, Вукелић, Демић, Драгојевић, Ђурасиновић, Златовић, Зоројевић, Зракић, Јовић, Калаба, Кљајић, Лончаревић, Љиљак, Милакара, Милаковић, Мирчетић, Момић, Муиџа, Обрадовић, Огњеновић, Петровић, Подунавац, Прусац, Релић, Ресановић, Рудић, Русић, Сарапа, Слијепчевић, Стојаковић, Царић, Шикања и Шућура. Школа Класнић основана је 1831. године (данашња зграда школе изграђена је 1965. године).

### Распад СФРЈ
Доњи Класнић се од распада Југославије до августа 1995. године налазио у Републици Српској Крајини. Током агресије на РСК, многи Срби су протерани из Доњег Класнића.

## Становништво
На попису становништва 2011. године, Доњи Класнић је имао 90 становника.
| Националност       | 1991. | 1981. | 1971. | 1961. |
| Срби               | 398   | 455   | 596   | 694   |
| Југословени        | 3     | 26    | 3     |       |
| Хрвати             | 2     | 2     | 1     |       |
| остали и непознато | 7     | 5     |       |       |
| Укупно             | 410   | 488   | 600   | 694   |

| Демографија | Демографија | Демографија |
| Година      | Становника  | Становника  |
| ----------- | ----------- | ----------- |
| 1948.       | 845         |             |
| 1953.       | 763         |             |
| 1961.       | 694         |             |
| 1971.       | 600         |             |
| 1981.       | 488         |             |
| 1991.       | 410         |             |
| 2001.       | 108         |             |
| 2011.       |             | 90          |

## Попис 1991.
На попису становништва 1991. године, насељено место Доњи Класнић је имало 410 становника, следећег националног састава:
| Попис 1991.‍  | Попис 1991.‍  | Попис 1991.‍ | Попис 1991.‍ | Попис 1991.‍ |
| ------------ | ------------ | ----------- | ----------- | ----------- |
|              |              |             |             |             |
| Срби         | Срби         |             | 398         | 97,07%      |
| Југословени  | Југословени  |             | 3           | 0,73%       |
| Хрвати       | Хрвати       |             | 2           | 0,48%       |
| Муслимани    | Муслимани    |             | 1           | 0,24%       |
| неопредељени | неопредељени |             | 2           | 0,48%       |
| непознато    | непознато    |             | 4           | 0,97%       |
| укупно: 410  |              |             |             |             |